# Вълново число
Вълновото число е мярка за пространствената честота на дадена вълна. Измерва се в периоди на единица разстояние (обикновено вълново число) или в радиани на единица разстояние (ъглово вълново число). Аналогично е на временната честота, която се определя като количество вълнови периоди за единица време (обикновена честота) или радиани за единица време (ъглова честота). Използва се често във физиката и спектроскопията.

## Дефиниции
Двете широко разпространени дефиниции за вълновото число са:
- {\displaystyle k={\frac {2\pi }{\lambda }}}, брой радиани на единица дължина; понякога се нарича „ъглово вълново число“,
- {\displaystyle \nu ={\frac {1}{\lambda }}}, брой вълни на единица дължина; понякога се нарича „спектроскопично вълново число“,[1]

където {\displaystyle \lambda } е дължината на вълната. Първата дефиниция е по-разпространена във физиката, като във формулата дължината е в метри, а вълновото число се изразява в обратни метри (m-1). Втората дефиниция се използва в спектроскопията, където обикновено във формулата дължината е в сантиметри, а вълновото число се изразява в обратни сантиметри (cm-1).
Спектроскопичното вълново число е равно на пространствената честота. Вълновото число в обратни сантиметри може да се преобразува в честота, изразена в гигахерци, като се умножени на 29,9792458 (скоростта на светлината в сантиметри за наносекунда). Електромагнитна вълна на честота 29,9792458 GHz има дължина на вълната 1 cm в свободното пространство.

## Примери
Вълновото число, характеризиращо движещ се във вакуум фотон, e:
{\displaystyle k={\frac {2\pi }{\lambda }}={\frac {2\pi f}{c}}={\frac {\omega }{c}}={\frac {E}{\hbar c}}},
където {\displaystyle f} e честотата на електромагнитната вълна, асоциирана с фотона, {\displaystyle c} е скоростта на светлината във вакуум, {\displaystyle \omega } e ъгловата честота, асоциирана с фотона, {\displaystyle E} e енергията на фотона, а {\displaystyle \hbar } – редуцираната константа на Планк.